# Schwaben (Schiff, 1904)
Die Schwaben war das vierte Schiff der Wittelsbach-Klasse, einer Klasse von fünf Linienschiffen der Kaiserlichen Marine.

## Bau
Für den Neubau „G“ wurde als letztes Schiff seiner Klasse am 14. November 1900 auf der Kaiserlichen Werft in Wilhelmshaven der Kiel gestreckt. Bereits am 19. August 1901 und damit noch vor dem eher begonnenen Neubau „F“, der späteren Mecklenburg, stand das Linienschiff zum Stapellauf bereit. Es wurde dabei zu Ehren des württembergischen Herrscherhauses nach der Region Schwaben benannt. Die Taufrede hielt der württembergische König Wilhelm II., die Taufe nahm seine Frau, Königin Charlotte, vor. Der weitere Ausbau des Schiffes ging nur mit mäßiger Geschwindigkeit voran.

## Friedenszeit
Erst am 13. April 1904 konnte die Schwaben erstmals in Dienst gestellt werden. Entgegen der Absicht des Flottenchefs, Admiral Hans von Koester, das neue Linienschiff in die Aktive Schlachtflotte einzureihen, wurde es entsprechend der Forderung des Staatssekretärs des Reichsmarineamtes, Admiral Alfred Tirpitz, zum Torpedoversuchsschiff bestimmt. Damit erhielt die Inspektion des Torpedowesens, die bis dahin nur über Große und Kleine Kreuzer sowie kampfunfähige alte Schiffe verfügte, ein modernes Linienschiff für Schulungs- und Versuchszwecke, das die Neptun in dieser Aufgabe ablöste. Das Kommando des Schiffes hatte der Präses des Versuchskommandos inne.
Am 18. Mai 1904 begannen die Probefahrten, die zunächst von Wilhelmshaven um Kap Skagen herum nach Kiel führte, von wo aus die Fahrten fortgesetzt wurden. Während dieser geriet die Schwaben nördlich von Fehmarn auf eine bis dahin unbekannte Untiefe. Dabei wurde der Schiffsboden auf einer Länge von 30 m eingebeult und teilweise aufgerissen. Nach der notwendig gewordenen Reparatur wurden die Probefahrten bis Ende des Jahres 1904 fortgesetzt.
Nach nur kurzer Verwendung als Torpedoschulschiff wurde die Schwaben am 11. Januar 1905 der Inspektion der Schiffsartillerie zugeteilt und löste die Mars als Artillerieschulschiff ab. In den folgenden Jahren hatte das Linienschiff diese Aufgabe inne, wurde jedoch auch mehrfach zu anderen Einsätzen, besonders für die Herbstmanöver, herangezogen.
Die Schwaben führte im Oktober 1905 gemeinsam mit der Ulan Hochseeschießübungen in der Nordsee durch. Im April und Mai 1906 folgten Übungen mit dem Verband der Schul- und Versuchsschiffe vor Swinemünde, im Juli 1907 solche gemeinsam mit der Frithjof und dem Tender Fuchs vor der Küste Hinterpommerns. Im August 1907 fuhr die Schwaben als Flaggschiff, unter Vizeadmiral Hugo Zeye, eines für die Herbstmanöver gebildeten Manöver-Geschwaders, dem die Küstenpanzerschiffe Frithjof und Ägir, die Großen Kreuzer Prinz Adalbert und Vineta, die Kleinen Kreuzer Undine, Nymphe und Zieten sowie die Minenschiffe Nautilus und Pelikan angehörten.
Nachdem die Schwaben zu den Herbstmanövern 1908 nicht herangezogen worden war, fuhr sie im Folgejahr wieder als Flaggschiff eines aus älteren Kriegsschiffen gebildeten Geschwaders. Mitte Dezember 1909 musste das Schiff der in der Flensburger Förde aufgelaufenen Württemberg beim Freikommen helfen. Vom 19. August bis zum 11. September 1910 wurde die Schwaben dem III. Geschwader der Hochseeflotte zugeteilt, um die an die Türkei verkauften Kurfürst Friedrich Wilhelm und Weißenburg während der Herbstmanöver zu ersetzen. Am 14. Oktober stieß das Schiff mit der Elsaß zusammen und musste durch die Kaiserliche Werft Kiel repariert werden. Am 4. Januar 1911 war es wieder einsatzbereit.
Während der Herbstmanöver 1911 wurde die Schwaben erneut dem III. Geschwader zugeteilt. Am 30. November desselben Jahres wurde das Schiff außer Dienst gestellt und durch die Wettin ersetzt. Es gehörte zunächst der Reserve-Division der Nordsee an, wurde jedoch Anfang Mai 1912 in die Ostsee verlegt und zu diesem Zweck auch vorübergehend in Dienst gestellt. Eine weitere letzte Aktivierung zu Friedenszeiten erfolgte vom 14. August bis zum 28. September 1912 für die Herbstmanöver. In dieser Zeit diente die Schwaben als Flaggschiff des 2. Admirals des Geschwaders, Konteradmiral Maximilian von Spee.

## Einsatz im Ersten Weltkrieg
Nach dem Ausbruch des Ersten Weltkrieges wurde die Schwaben am 8. August 1914 wieder in Dienst gestellt und dem neu gebildeten IV. Geschwader zugeteilt, wo sie mehrfach vorübergehend dem 2. Admiral des Geschwaders als Flaggschiff diente. Das Geschwader wurde zunächst hauptsächlich im Sicherungs- und Vorpostendienst, besonders in der Elbmündung, eingesetzt, war jedoch vorübergehend auch an Einsätzen in der Ostsee beteiligt, so im September 1914 und im Mai 1915.
Anfang Juli 1915 wurde das IV. Geschwader dem Oberbefehlshaber der Ostsee, Großadmiral Prinz Heinrich von Preußen, dauerhaft unterstellt, um an dem geplanten Unternehmen gegen den Rigaischen Meerbusen teilzunehmen, das den Vormarsch des Heeres auf Riga unterstützen sollte. Nach dem Ende dieser Unternehmung lag die Schwaben ab dem 24. September 1915 als Wachschiff in Libau.
Das überholte Unterwasserschutzsystem der alten Linien- und Panzerschiffe bot keinen ausreichenden Schutz gegen Minen- und Torpedotreffer, wie nicht zuletzt der Untergang der Prinz Adalbert am 23. Oktober 1915 zeigte. Da sie darüber hinaus den neuen russischen Großlinienschiffen der Gangut-Klasse artilleristisch weit unterlegen waren, wurden sie aus dem Flottendienst herausgezogen. Die Schwaben lief am 10. November 1915 gemeinsam mit der Wettin, der Wittelsbach und dem Großen Kreuzer Prinz Heinrich aus Libau aus. Die Zähringen schloss sich aus Danzig kommend dem Verband an, der am 11. November Kiel erreichte. Während die anderen Schiffe zur Bereitschaftsdivision der Ostsee zusammengefasst wurden, lief die Schwaben nach Wilhelmshaven weiter, um dort am 20. November die Kaiser Karl der Große als Exerzier- und Maschinenschulschiff abzulösen. In dieser Funktion blieb das Schiff bis Kriegsende in Dienst. Im Frühjahr 1916 wurden zunächst die 24-cm-Geschütze von Bord gegeben, später die 15-cm-Geschütze auf sechs und die 8,8-cm-Geschütze auf vier Stück reduziert.

## Verbleib
Nach Kriegsende wurde die Schwaben zunächst am 16. Dezember 1918 außer Dienst gestellt. Sie erfuhr einen Umbau zum Mutterschiff für flachgehende Minenräumboote (F-Boote) und wurde als solches vom 1. August 1919 bis zum 19. Juni 1920 in der Ostsee eingesetzt. Ihrer endgültigen Außerdienststellung folgte am 8. März 1921 die Streichung aus der Liste der Kriegsschiffe. Die Schwaben wurde noch im selben Jahr für 3.090.000 Mark verkauft und in Kiel abgewrackt.

## Kommandanten
| 13. April 1904 bis Januar 1905       | Fregattenkapitän Ernst Schäfer                                           |
| Januar bis Dezember 1905             | Kapitän zur See William Kutter                                           |
| Dezember 1905 bis August 1908        | Kapitän zur See Wilhelm Schack                                           |
| August bis September 1908            | Korvettenkapitän Carl Kopp (in Vertretung)                               |
| Oktober 1908 bis August 1910         | Kapitän zur See Richard Eckermann                                        |
| August bis September 1910            | Korvettenkapitän Hans Meidinger                                          |
| September 1910 bis 30. November 1911 | Kapitän zur See Georg Hebbinghaus                                        |
| 9. bis 12. Mai 1912                  | Kapitän zur See Karl Thorbecke                                           |
| 14. August bis 28. September 1912    | Kapitän zur See Karl Thorbecke                                           |
| 8. August 1914 bis Oktober 1915      | Kapitän zur See Friedrich von Kameke                                     |
| Oktober bis November 1915            | Kapitän zur See Johann von Lessel                                        |
| November 1915 bis März 1917          | Fregattenkapitän Max Leonhardi                                           |
| März bis April 1917                  | Fregattenkapitän Waldemar Krah mit Wahrnehmung der Vertretung beauftragt |
| April bis Mai 1917                   | Korvettenkapitän Robert Köhler (in Vertretung)                           |
| Mai 1917 bis Oktober 1918            | Fregattenkapitän Louis Dombrowski                                        |
| Oktober bis 16. Dezember 1918        | Kapitän zur See Joachim Darmer                                           |
| 1. August 1919 bis März 1920         | unbekannt                                                                |
| März bis 19. Juni 1920               | Oberbootsmann / Leutnant zur See Bartels                                 |